# 三本松城の戦い
三本松城の戦い（さんぼんまつじょうのたたかい）は、日本の戦国時代に行われた合戦のうちのひとつ。天文23年（1554年）3月から8月にかけて、大内義長と陶晴賢が、石見国三本松城（現在の津和野城）城主である吉見正頼（吉見氏第10代当主）を攻めた戦いである。城址の説明板などでは「三本松城の役」とも表記されている。

## 背景
天文20年（1551年）、大寧寺の変により大内義隆を討った陶隆房（後の晴賢）は、豊後国大友氏へと身を寄せていた大内一族の大友晴英を招き、大内義長として新たな大内家当主に据えた。事実上は陶晴賢の傀儡当主ではあったが、毛利元就や益田藤兼など、大内氏傘下にあった国人領主らは引き続き義長に仕えることとなった。
その中で、石見津和野の国人である吉見正頼は義隆と義兄弟（義隆の姉が正室）であり、正頼が吉見家の家督相続するにあたり多大の恩義があった。反対に吉見氏と陶氏は過去に度々対立する仇敵と言える関係であり、大寧寺の変では陶隆房は益田藤兼の軍勢を吉見領に差し向けるなどしていた。そのため、変後より正頼は反陶晴賢の姿勢を示していた。

## 戦いの経過

### 挙兵
天文22年（1553年）10月、ついに吉見正頼は陶打倒を掲げて挙兵する。これに先立って同年5月頃には、正頼は家臣の下瀬頼金（左京亮）を派遣して元就に協力を求めたとされる。この時点で、吉見と毛利の密約が結ばれたという俗説もあるが、史料的根拠は無く、後世に結果から見て行われた脚色であるとされている。
正頼を討つべく兵を差し向けた晴賢だが、主君の敵討ちという大義名分を掲げる正頼に対して苦戦を強いられた。長門国高佐原の野坂峠など（現在の山口県萩市）で行われた緒戦は、吉見氏家臣の下瀬頼定や波多野滋信が、町野隆風などが率いる陶軍を撃退した。そこで晴賢は、雪解けを待って大々的な吉見討伐を計画する。元就を含む傘下の国人たちにも出兵を要請した。晴賢が元就らに出陣要請をしたのは、翌年正月頃とされるが、毛利は態度を明確にしなかった。出陣する気配が無い元就にしびれを切らした晴賢は、2月下旬には安芸国人衆に対して直接出兵を要求する密使を派遣した。

### 陶晴賢の出陣

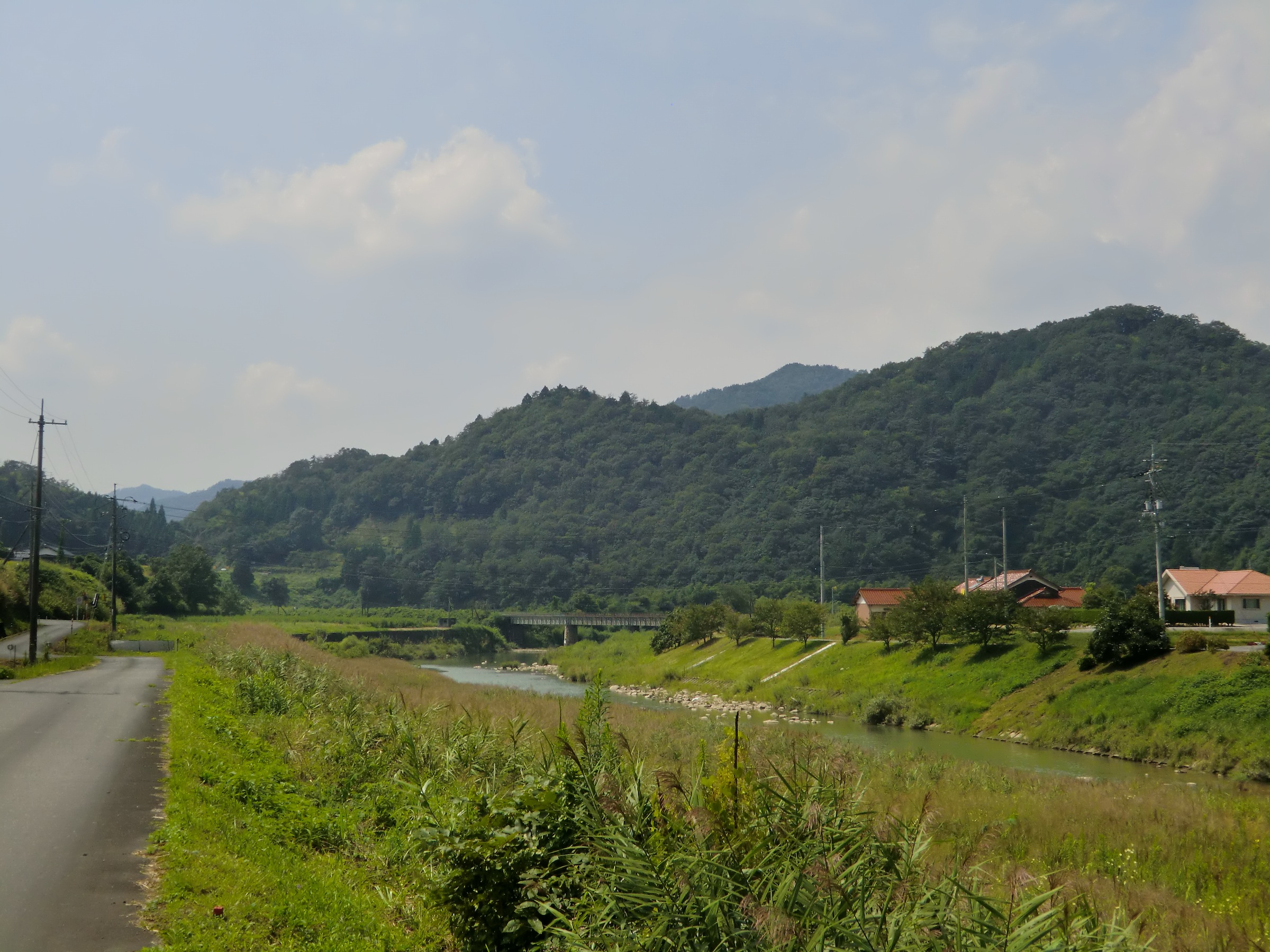
大内義長が最初に本陣とした渡川城跡

天文23年（1554年）3月1日、陶晴賢は大内義長を奉じて出陣。大内軍には、江良房栄・内藤隆世・白井賢胤・乃美賢勝・勝間田盛治・脇兼親・伊香賀家朋・久芳賢重・宮川房長・三浦房清・町野隆治などが従軍したとされる。
義長は渡川城に本陣を置き、晴賢らは先鋒として元山城まで兵を進めた。
3月2日には、三本松城の支城である賀年城を攻める。賀年城には、城主の波多野滋信・秀信親子と援軍の吉見範弘・下瀬頼定が籠もり、勝山から少し離れた場所には吉賀頼貞親子が手勢を率いて陣取った。大内軍の先鋒である晴賢は、弘中・三浦・町野勢を含む大軍で城を包囲した。籠城側は要害堅固な地形を生かして善戦したと伝わるが、家臣の田中次郎兵衛が陶軍に内応したため翌日には落城。波多野親子、吉見範弘らが討ち死にし、下瀬や吉賀は敗走した。
3月16日、大内軍は益田藤兼の軍勢と合流。また、義長の大内軍本陣も元山城に移った。さらに吉見方の諸城（鹿ヶ嶽城・鰐坊山城・平山城・櫛崎城など）の攻略に取りかかっている。

#### 兵力
『吉見氏戦功文書聞書』には、「意案の如く陶江浦都合五万人にて津和野を五ヶ月攻む」とされているが、大内氏・陶氏が周防国・長門国から動員した兵力としては、第一次月山富田城攻めの大内軍15,000人・大寧寺の変の陶軍5,000人・厳島の戦いの大内・陶軍20,000人と比してかなり多い。また、江戸時代にまとめられた防長風土注進案では、賀年城で「陶軍3万余騎の大軍に、勝山城（賀年城）の1000騎が抵抗した」旨が記されているが、全くの仮作では無いにしろ、賀年城の規模を考慮すると過剰な表現とされる。
「津和野の自然と歴史を守る会」の会報では、大内氏・陶氏の軍勢は2万人程度、地元の郷土史研究者は大内軍15,000（益田勢2,000を含む）・吉見軍1,200と説明している

### 三本松城の攻防
3月19日、晴賢の先鋒軍が三本松城の包囲を始める。三本松城には城下の村人らも籠城したとされる。晴賢は、津和野川を挟んで南側から三本松城を見下ろせる標高420mの山（現在の陶ヶ岳）に本陣（陶晴賢本陣跡）を置き、城の搦め手となる北側には江良を布陣させた。
4月17日に大内軍は総攻撃を行うが、籠城側は防衛に成功する。その後も、8月2日までに12回に及ぶ攻防戦が続くが三本松城は陥落に至らなかった。陶軍の包囲に伴う戦火により、鷲原八幡宮を含む周辺の寺社は焼かれたという。
さらに、三本松城の支城である下瀬城と御嶽城でも籠城が続いていた。そのうち、吉見領と益田領の境界に近い下瀬山にある下瀬城は、三本松城より直線距離で約10kmほど北方にあるが山々の尾根沿いに三本松城と繋がっていたとされ、三本松城を孤立させるために益田藤兼が攻めていた。藤兼は力攻めだけでなく様々な開城工作も行っており、3月下旬には吉見方の長野城落城を知らせて降伏を促したり、5月には「毛利が（陶方の）桜尾城を攻めたが、熊谷・三吉・小早川らの裏切りで敗退した」という偽の書状が下瀬城に届くよう工作したり、8月には「陶・吉見・益田・尼子の四者による和睦交渉が進んでいる」と伝えたりしたとされるが、いずれも退けた。なお、籠城の途中で正頼は、陶軍の猛攻に晒される三本松城から下瀬城に本陣を移している。

### 毛利の動きと和睦
一方の安芸では、3月上旬には晴賢の密書や密使が元就に露呈していた。これは、2月末に安芸国人に対して晴賢が出した密書・密使であるが、安芸国人の取りまとめは毛利が行うというこれまでの約束を違えるものであったため、毛利に忠誠を誓う平賀氏が密使を捕縛したのである。これにより元就の大内氏からの離反・独立の動きが加速。5月12日に毛利は大内・陶と決別して挙兵し、電撃的に安芸の陶方諸城を落とした（防芸引分）。これに驚いた晴賢は、家臣の宮川房長に3,000の軍勢を預けて安芸に急行させるが、6月5日に撃ち破られてしまった（折敷畑の戦い）。
なお、三本松城での戦いでは、毛利家臣の二宮右忠・伊藤元種が若干の手勢を率いて援軍に駆けつけ、中荒城の防備増強に協力したとも伝えられている。しかし、前述の防芸引分から折敷畑の戦いまでの経緯・状況を踏まえると援軍派遣は疑問視され、実際には毛利からの援軍はないと考えられる。
晴賢は、毛利に反対する一揆衆や配下の警固衆（水軍）を利用して毛利を牽制するが、大内・陶の主力が石見三本松城に釘付けにされている間に、元就による安芸国の掌握を進めることで苦境に陥ったことは明らかであった。その一方で、正頼の方も長引く籠城戦で兵糧不足が問題となっていた。そのため、大内・陶と吉見の間で和睦に向けた動きが始まり、9月2日には正頼の子・亀王丸（後の吉見広頼）を山口に人質として送ることを条件に和睦が成立。三本松城は、下瀬城・御嶽城と共に籠城戦に耐えて落城を免れた。

## 戦後
三本松城の包囲を解いた大内軍は山口に帰陣。ただち陶晴賢は毛利元就の打倒を掲げて、岩国を安芸侵攻の拠点として準備を進めた。しかし、元就は江良房栄や久芳賢重らへの調略の手を伸ばしており、大内軍の攻勢を阻んでいた。
そして、翌弘治元年（1555年）の厳島の戦いに毛利が勝利すると、吉見正頼は元就の防長経略に呼応。大内氏方から亀王丸及び旧領の平山城や賀年城などを奪回すると、益田氏の動きを牽制しつつ山口に侵攻した。防長経略に大いに貢献した正頼は、毛利の傘下となって長門阿武郡を得ている。